# 拉查基區
11°33′10″S 76°37′36″W / 11.5529°S 76.6266°W
拉查基區（西班牙語：Distrito de Lachaqui），是秘魯的一個區，位於該國中南部利馬大區的坎塔省，始建於1952年1月16日，面積137.9平方公里，海拔高度3,668米，2005年人口1,070，人口密度每平方公里7.8人。